# Mai 1769
Cette page présente les faits marquants du mois de mai 1769.

## Décès
- 8 mai : Pierre Pouchot (officier français)
- 9 mai : Gaspard Frédéric le Sage de Fontenay (amiral danois)
- 14 mai : Daniel Marot fils (dessinateur néerlandais)
- 21 mai : Gottfried Heinsius (mathématicien allemand)
- 26 mai : Giovanni Vincenzo Patuzzi (théologien italien)
- 28 mai : Théodore Henri de Tschudi (avocat français)
- 31 mai : Francesco Fontebasso (peintre italien)